# Calomyscus baluchi
Calomyscus baluchi és una espècie de mamífer rosegador de la família dels calomíscids. Viu a l'Afganistan i el Pakistan a altituds d'entre 0 i 600 msnm. Es tracta d'un animal nocturn, gregari i excavador. El seu hàbitat natural són les zones àrides i rocoses amb matolls dispersos. És una espècie en risc mínim, és a dir, no sembla que hi hagi cap amenaça significativa per a la seva supervivència.